# La Pêche
La Pêche är en kommun i provinsen Québec i Kanada. Den ligger i regionen Outaouais, i den sydöstra delen av landet, mellan 25 och 65 km nordväst om huvudstaden Ottawas centrum. Kommunen bildades 1975 genom sammanslagning av bykommunen Wakefield, kantonerna Wakefield och Aldfield samt kommunen Sainte-Cécile-de-Masham.